# محمدآباد سفلی (درمیان)
محمدآباد سفلی روستایی در دهستان درمیان بخش مرکزی شهرستان درمیان استان خراسان جنوبی ایران است. بر پایه سرشماری عمومی نفوس و مسکن در سال ۱۳۹۰ جمعیت این روستا ۵۶ نفر (در ۱۵ خانوار) بوده است.